# هجوم كنيس شافرير
هجوم إطلاق النار على كنيس شافرير كان هجومًا نفذه فدائيان فلسطينيان في مجتمع كفر حباد (شافرير) بإسرائيل في 11 أبريل 1956، حيث أطلقا النارعلى كنيس مليء بالأطفال والمراهقين، بعد أن تسللا عن طريق مصر، مما أسفر عن مقتل 3 أطفال وعامل شاب وإصابة 5 منهم ثلاثة بجروح خطيرة.

## الهجوم
تسللت فرقة مسلحة عربية فلسطينية إلى إسرائيل من مصر، دخلوا قرية كفار حباد (شافرير) مساء 11 أبريل 1956. دخل اثنان من المسلحين إلى كنيس القرية وفتحوا النار على حشد من 46 طفلاً تتراوح أعمارهم بين 9 و 16 عامًا. قُتل 3 أطفال ومدرب في الحادث. أصيب 5 أطفال، ثلاثة منهم في حالة خطيرة.

## وصلات خارجية
- إسرائيل تقول إن العرب قاموا بهجوم ليلي - نُشر على موقع ستار نيوز في 11 أبريل 1956